# Course en ligne masculine aux championnats du monde de cyclisme sur route 2009
Pour un article plus général, voir Championnats du monde de cyclisme sur route 2009.
Navigation
Varèse 2008 Melbourne 2010
La course en ligne masculine des championnats du monde de cyclisme sur route 2009 a eu lieu le dimanche 27 septembre 2009 à Mendrisio, en Suisse.

## Participation

### Système de sélection
Le système de qualification pour les championnats du monde 2009 a été fixé par une décision du comité directeur de l'Union cycliste internationale des 29 et 30 janvier 2009. Les nations autorisées à participer aux épreuves et le nombre de coureurs qu'elle peuvent y envoyer est déterminé en fonction des différents classement édités par l'UCI au 15 août 2009. L'UCI a publié les effectifs attribués aux nations qualifiées en août.
Les dix premières nations au classement mondial par nation peuvent inscrire 14 coureurs, dont 9 partants. Il s'agit de l'Espagne, de l'Italie, de l'Australie, de l'Allemagne, de la Russie, du Luxembourg, de la Belgique, de la Grande-Bretagne, de la Norvège et des États-Unis
La première nation au classement de l'UCI Africa Tour (en excluant une nation qui se serait déjà qualifiée via le classement mondial) peut inscrire 9 coureurs, dont 6 partants ; la deuxième 5 dont 3 partants. Il s'agit de l'Afrique du Sud et de la Tunisie.
Les deux premières nations au classement de l'UCI America Tour (en excluant une nation qui se serait déjà qualifiée via le classement mondial) peuvent inscrire 9 coureurs, dont 6 partants : il s'agit de la Colombie et du Venezuela. Les troisième, quatrième et cinquième nations en inscrivent 5 dont 3 partants : il s'agit de l'Argentine, du Brésil et du Canada.
La première nation au classement de l'UCI Asia Tour (en excluant une nation qui se serait déjà qualifiée via le classement mondial) peut inscrire 9 coureurs, dont 6 partants ; les deuxième et troisième en inscrivent 5 dont 3 partants. Il s'agit du Kazakhstan, de l'Iran et du Japon.
La première nation au classement de l'UCI Oceania Tour (en excluant une nation qui se serait déjà qualifiée via le classement mondial) peut inscrire 5 coureurs dont 3 partants : il s'agit de la Nouvelle-Zélande.
Les nations classées de la première à la sixième place de l'UCI Europe Tour, sans compter celles qualifiées via le classement mondial, peuvent inscrire 9 coureurs, dont 6 partants : il s'agit de la France, des Pays-Bas, de la Slovénie, de la Pologne, de l'Ukraine et du Danemark. Les nations classées de la septième à la seizième place en inscrivent 5 dont 3 partants : il s'agit du Portugal, de l'Estonie, de l'Autriche, de la Suisse, de la Slovaquie, de la Croatie, de la Hongrie, de la Suède, de la Serbie et de la Lettonie.
Parmi les nations figurant au classement mondial non encore qualifiées :
- celles ayant un coureur classé parmi les 100 premiers au classement individuel mondial peuvent inscrire 5 coureurs, dont 3 partants. Cette règle qualifie la Tchéquie, l'Irlande et la Biélorussie
- celles ayant trois coureurs classés au classement individuel mondial peuvent inscrire 5 coureurs, dont 3 partants. Aucune nation n'est concernée.
- celles ayant deux coureurs classés au classement individuel mondial peuvent inscrire 3 coureurs, dont 2 partants. Aucune nation n'est concernée.
- celles ayant un coureur classé au classement individuel mondial peuvent inscrire 2 coureurs, dont 1 partant. Cette règle qualifie la Lituanie et la Finlande.

Parmi les nations des circuits continentaux non encore qualifiées :
- les nations africaines ayant un coureur parmi les 5 premiers au classement de l'UCI Africa Tour peuvent inscrire 2 coureurs, dont 1 partant. Cette règle qualifie la Namibie.
- les nations américaines ayant un coureur parmi les 20 premiers au classement de l'UCI America Tour peuvent inscrire 2 coureurs, dont 1 partant. Cette règle qualifie Cuba, le Chili, le Costa Rica, l'Équateur, et l'Uruguay.
- les nations asiatiques ayant un coureur parmi les 5 premiers au classement de l'UCI Asia Tour au 15 août 2008 peuvent inscrire 2 coureurs, dont 1 partant. Aucune nation n'est concernée.
- les nations européennes ayant un coureur parmi les 200 premiers au classement de l'UCI Europe Tour peuvent inscrire 2 coureurs, dont 1 partant. Cette règle qualifie la Bulgarie.
- les nations océaniennes ayant un coureur parmi les 5 premiers au classement de l'UCI Oceania Tour au 15 août 2008 peuvent inscrire un coureur au départ. Aucune nation n'est concernée.

Bien qu'ayant qualifié 5 coureurs dont 3 partants grâce à sa place à l'UCI Europe Tour, la Suisse a droit à 9 inscrits dont 6 partants en tant qu'hôte des championnats du monde.

### Favoris de la course
201 coureurs issus de 41 nations participent à la course.
L'Espagnol Alejandro Valverde et l'Italien Damiano Cunego sont désignés comme étant les favoris de ce championnat,. Tous deux ont participé au Tour d'Espagne durant les semaines qui ont précédé. Valverde s'est imposé au classement final, tandis que Cunego a impressionné lors de ses deux victoires d'étapes. Ils évoluent au sein des deux sélections les plus relevées. L'équipe d'Espagne compte deux autres leaders, le champion olympique Samuel Sánchez et le triple champion du monde Óscar Freire, et plusieurs bon grimpeurs,. La sélection italienne rassemble notamment le champion du monde sortant Alessandro Ballan, et les anciens vainqueurs du Tour d'Italie Ivan Basso et Stefano Garzelli.
Après avoir remporté la course chronométrée deux jours auparavant, Fabian Cancellara souhaite devenir le premier coureur à remporter le contre-la-montre et la course en ligne lors d'un championnat du monde. Le parcours ne convient cependant pas autant à ses qualités qu'à celle de coureurs spécialistes des classiques ardennaises.

### Principaux coureurs absents
Le leader du classement mondial UCI Alberto Contador ne participe pas aux championnats du monde. N'ayant pas disputé de compétition depuis sa victoire au Tour de France en juillet, il s'estime insuffisamment préparé.
La plupart des meilleurs coureurs américains sont absents. Le septuple vainqueur de la « Grande Boucle » Lance Armstrong n'a plus participé aux championnats du monde depuis 1998. Levi Leipheimer et George Hincapie s'estiment incertains de leur état de forme en raison de leur manque de compétition depuis le Tour. Christopher Horner et Christian Vande Velde sont blessés. Enfin, David Zabriskie, récent champion national du contre-la-montre, n'a pas souhaité participer après une « saison longue, physiquement et mentalement. »
Le Luxembourgeois Fränk Schleck a mis fin à sa saison à la suite de son abandon au Tour d'Espagne en raison de douleurs au genou.

## Parcours
Le parcours est formé de 19 tours du circuit de 13,8 km, pour un total de 262,2 km. Le dénivelé total de la course est de 4 655 m. Le circuit comprend deux côtes. La première, dite de l'Acqua Fresca, se situe entre Mendrisio et Castel San Pietro, culmine à 439 m. Elle est longue de 780 m et présente une pente de plus de 10 %. Elle est suivie d'une descente technique de 4,5 km vers Balerna. La seconde côte, appelée Torrazza di Novazzano, culmine à 376 m à Novazzano, à 2,5 km de l'arrivée. Elle est longue de 1,8 km et sa première partie présente une pente de 10 %. Cette côte faisait partie du parcours du championnat du monde de 1971,,.
Ce parcours est décrit comme étant difficile et sélectif,,. Selon le sélectionneur belge Carlo Bomans, le circuit, plus court que lors des précédentes éditions, offre peu de temps aux coureurs pour récupérer. Il est favorable aux coureurs ayant des qualités de puncher ou de grimpeur, et son profil est comparé à celui de Liège-Bastogne-Liège. Pour le sélectionneur de l'équipe italienne Franco Ballerini, il s'agit du parcours de championnat du monde le plus difficile depuis celui de Duitama en Colombie en 1995.
| \| # \| Coureur \| Pays \| Temps \| \| ------------------ \| ------------------ \| --------- \| --------------- \| \| Médaille d'or \| Cadel Evans \| Australie \| 6 h 56 min 26 s \| \| Médaille d'argent \| Alexandr Kolobnev \| Russie \| 27 s \| \| Médaille de bronze \| Joaquim Rodríguez \| Espagne \| m.t. \| \| 4 \| Samuel Sánchez \| Espagne \| 30 s \| \| 5 \| Fabian Cancellara \| Suisse \| m.t. \| \| 6 \| Philippe Gilbert \| Belgique \| 51 s \| \| 7 \| Matti Breschel \| Danemark \| m.t. \| \| 8 \| Damiano Cunego \| Italie \| m.t. \| \| 9 \| Alejandro Valverde \| Espagne \| m.t. \| \| 10 \| Simon Gerrans \| Australie \| 1 min 47 s \| |                    |           |                 |
| # | Coureur            | Pays      | Temps           |
| Médaille d'or | Cadel Evans        | Australie | 6 h 56 min 26 s |
| Médaille d'argent | Alexandr Kolobnev  | Russie    | 27 s            |
| Médaille de bronze | Joaquim Rodríguez  | Espagne   | m.t.            |
| 4 | Samuel Sánchez     | Espagne   | 30 s            |
| 5 | Fabian Cancellara  | Suisse    | m.t.            |
| 6 | Philippe Gilbert   | Belgique  | 51 s            |
| 7 | Matti Breschel     | Danemark  | m.t.            |
| 8 | Damiano Cunego     | Italie    | m.t.            |
| 9 | Alejandro Valverde | Espagne   | m.t.            |
| 10 | Simon Gerrans      | Australie | 1 min 47 s      |

## Liste des engagés
| Italie | Italie            | Italie |
| ------ | ----------------- | ------ |
| #      | Coureur           | Pos.   |
| 1      | Alessandro Ballan | 41e    |
| 2      | Ivan Basso        | 16e    |
| 3      | Marzio Bruseghin  | AB     |
| 4      | Damiano Cunego    | 8e     |
| 5      | Stefano Garzelli  | 71e    |
| 6      | Luca Paolini      | 65e    |
| 7      | Filippo Pozzato   | 21e    |
| 8      | Michele Scarponi  | AB     |
| 9      | Giovanni Visconti | AB     |

| Espagne | Espagne            | Espagne |
| ------- | ------------------ | ------- |
| #       | Coureur            | Pos.    |
| 10      | Carlos Barredo     | AB      |
| 11      | Juan José Cobo     | AB      |
| 12      | Óscar Freire       | 15e     |
| 13      | Juan Manuel Gárate | AB      |
| 14      | Daniel Moreno      | 42e     |
| 15      | Rubén Plaza        | AB      |
| 16      | Joaquim Rodríguez  | 3e      |
| 17      | Samuel Sánchez     | 4e      |
| 18      | Alejandro Valverde | 9e      |

| Australie | Australie         | Australie |
| --------- | ----------------- | --------- |
| #         | Coureur           | Pos.      |
| 19        | Simon Clarke      | AB        |
| 20        | Allan Davis       | AB        |
| 21        | Cadel Evans       | 1er       |
| 22        | Simon Gerrans     | 10e       |
| 23        | Mathew Hayman     | AB        |
| 24        | Matthew Lloyd     | 64e       |
| 25        | Stuart O'Grady    | AB        |
| 26        | Michael Rogers    | 107e      |
| 27        | Wesley Sulzberger | AB        |

| Allemagne | Allemagne           | Allemagne |
| --------- | ------------------- | --------- |
| #         | Coureur             | Pos.      |
| 28        | Gerald Ciolek       | AB        |
| 29        | Johannes Fröhlinger | 99e       |
| 30        | André Greipel       | AB        |
| 31        | Christian Knees     | AB        |
| 32        | Paul Martens        | 103e      |
| 33        | Tony Martin         | AB        |
| 34        | Grischa Niermann    | 79e       |
| 35        | Marcel Sieberg      | AB        |
| 36        | Fabian Wegmann      | 11e       |

| Russie | Russie              | Russie |
| ------ | ------------------- | ------ |
| #      | Coureur             | Pos.   |
| 37     | Alexandre Botcharov | 31e    |
| 38     | Pavel Brutt         | 85e    |
| 39     | Serguei Ivanov      | 19e    |
| 40     | Vladimir Karpets    | 105e   |
| 41     | Alexandr Kolobnev   | 2e     |
| 42     | Guennadi Mikhailov  | AB     |
| 43     | Evgeny Popov        | AB     |
| 44     | Alexander Porsev    | AB     |
| 45     | Eduard Vorganov     | 51e    |

| Belgique | Belgique          | Belgique |
| -------- | ----------------- | -------- |
| #        | Coureur           | Pos.     |
| 46       | Tom Boonen        | 38e      |
| 47       | Francis De Greef  | AB       |
| 48       | Bert De Waele     | 39e      |
| 49       | Kevin De Weert    | 25e      |
| 50       | Philippe Gilbert  | 6e       |
| 51       | Maxime Monfort    | 89e      |
| 52       | Nick Nuyens       | 63e      |
| 53       | Greg Van Avermaet | 44e      |
| 54       | Maarten Wynants   | 88e      |

| Luxembourg | Luxembourg     | Luxembourg |
| ---------- | -------------- | ---------- |
| #          | Coureur        | Pos.       |
| 55         | Laurent Didier | AB         |
| 56         | Jempy Drucker  | AB         |
| 57         | Kim Kirchen    | 45e        |
| 58         | Andy Schleck   | AB         |

| Norvège | Norvège              | Norvège |
| ------- | -------------------- | ------- |
| #       | Coureur              | Pos.    |
| 59      | Kurt Asle Arvesen    | 12e     |
| 60      | Edvald Boasson Hagen | 60e     |
| 61      | Roy Hegreberg        | AB      |
| 62      | Thor Hushovd         | AB      |
| 63      | Lars Petter Nordhaug | AB      |
| 64      | Håvard Nybø          | AB      |
| 65      | Gabriel Rasch        | 87e     |
| 66      | Stian Remme          | 81e     |
| 67      | Frederik Wilmann     | AB      |

| États-Unis | États-Unis       | États-Unis |
| ---------- | ---------------- | ---------- |
| #          | Coureur          | Pos.       |
| 68         | Andrew Bajadali  | AB         |
| 69         | Brent Bookwalter | AB         |
| 70         | Tom Danielson    | AB         |
| 71         | Timothy Duggan   | 79e        |
| 72         | Tyler Farrar     | AB         |
| 73         | Craig Lewis      | 59e        |
| 74         | Jason McCartney  | 98e        |
| 75         | Thomas Peterson  | 94e        |

| Grande-Bretagne | Grande-Bretagne    | Grande-Bretagne |
| --------------- | ------------------ | --------------- |
| #               | Coureur            | Pos.            |
| 76              | Steve Cummings     | 52e             |
| 77              | Russell Downing    | AB              |
| 78              | Christopher Froome | AB              |
| 79              | Roger Hammond      | 92e             |
| 80              | Daniel Lloyd       | AB              |
| 81              | David Millar       | AB              |
| 82              | Ian Stannard       | AB              |
| 83              | Ben Swift          | AB              |
| 84              | Geraint Thomas     | AB              |

| Pays-Bas | Pays-Bas            | Pays-Bas |
| -------- | ------------------- | -------- |
| #        | Coureur             | Pos.     |
| 85       | Lars Boom           | 91e      |
| 86       | Robert Gesink       | 36e      |
| 87       | Johnny Hoogerland   | 14e      |
| 88       | Karsten Kroon       | 20e      |
| 89       | Sebastian Langeveld | AB       |
| 90       | Koos Moerenhout     | 23e      |

| France | France              | France |
| ------ | ------------------- | ------ |
| #      | Coureur             | Pos.   |
| 91     | Dimitri Champion    | 95e    |
| 92     | Sylvain Chavanel    | 29e    |
| 93     | Pierrick Fédrigo    | 46e    |
| 94     | Christophe Le Mével | 93e    |
| 95     | Christophe Riblon   | 61e    |
| 96     | Thomas Voeckler     | 67e    |

| Tchéquie | Tchéquie        | Tchéquie |
| -------- | --------------- | -------- |
| #        | Coureur         | Pos.     |
| 97       | Jan Bárta       | 106e     |
| 98       | Roman Kreuziger | AB       |
| 99       | Martin Mareš    | AB       |

| Danemark | Danemark             | Danemark |
| -------- | -------------------- | -------- |
| #        | Coureur              | Pos.     |
| 100      | Lars Ytting Bak      | AB       |
| 101      | Matti Breschel       | 7e       |
| 102      | Jakob Fuglsang       | 43e      |
| 103      | Frank Høj            | AB       |
| 104      | Anders Lund          | AB       |
| 105      | Chris Anker Sørensen | 13e      |

| Suisse | Suisse             | Suisse |
| ------ | ------------------ | ------ |
| #      | Coureur            | Pos.   |
| 106    | Michael Albasini   | 82e    |
| 107    | Rubens Bertogliati | AB     |
| 108    | Fabian Cancellara  | 5e     |
| 109    | Mathias Frank      | AB     |
| 110    | Grégory Rast       | AB     |
| 111    | Oliver Zaugg       | 28e    |

| Slovénie | Slovénie        | Slovénie |
| -------- | --------------- | -------- |
| #        | Coureur         | Pos.     |
| 112      | Grega Bole      | AB       |
| 113      | Borut Božič     | AB       |
| 114      | Janez Brajkovič | 35e      |
| 115      | Kristjan Fajt   | 54e      |
| 116      | Gorazd Štangelj | 48e      |
| 117      | Tadej Valjavec  | 32e      |

| Colombie | Colombie             | Colombie |
| -------- | -------------------- | -------- |
| #        | Coureur              | Pos.     |
| 118      | Mauricio Ardila      | AB       |
| 119      | Leonardo Duque       | 22e      |
| 120      | Juan Carlos López    | 108e     |
| 121      | Miguel Ángel Rubiano | 37e      |
| 122      | José Serpa           | 74e      |
| 123      | Rigoberto Urán       | 101e     |

| Portugal | Portugal        | Portugal |
| -------- | --------------- | -------- |
| #        | Coureur         | Pos.     |
| 124      | André Cardoso   | 17e      |
| 125      | Sérgio Paulinho | 34e      |
| 126      | Rui Costa       | 69e      |

| Pologne | Pologne            | Pologne |
| ------- | ------------------ | ------- |
| #       | Coureur            | Pos.    |
| 127     | Michał Gołaś       | 86e     |
| 128     | Bartosz Huzarski   | 73e     |
| 129     | Jacek Morajko      | AB      |
| 130     | Przemysław Niemiec | 62e     |
| 131     | Maciej Paterski    | AB      |
| 132     | Sylwester Szmyd    | 24e     |

| Kazakhstan | Kazakhstan           | Kazakhstan |
| ---------- | -------------------- | ---------- |
| #          | Coureur              | Pos.       |
| 133        | Assan Bazayev        | 58e        |
| 134        | Dmitriy Fofonov      | 66e        |
| 135        | Valentin Iglinskiy   | AB         |
| 136        | Maxim Iglinskiy      | 97e        |
| 137        | Andrey Kashechkin    | AB         |
| 138        | Alexandre Vinokourov | 26e        |

| Ukraine | Ukraine             | Ukraine |
| ------- | ------------------- | ------- |
| #       | Coureur             | Pos.    |
| 139     | Andriy Grivko       | 53e     |
| 140     | Serhiy Honchar      | AB      |
| 141     | Oleksandr Kvachuk   | 72e     |
| 142     | Ruslan Pidgornyy    | AB      |
| 143     | Volodymyr Starchyk  | AB      |
| 144     | Volodymyr Zagorodny | 104e    |

| Afrique du Sud | Afrique du Sud     | Afrique du Sud |
| -------------- | ------------------ | -------------- |
| #              | Coureur            | Pos.           |
| 145            | Jay Robert Thomson | AB             |

| Venezuela | Venezuela         | Venezuela |
| --------- | ----------------- | --------- |
| #         | Coureur           | Pos.      |
| 146       | Franklin Chacon   | 83e       |
| 147       | Manuel Medina     | AB        |
| 148       | Carlos José Ochoa | 75e       |
| 149       | Jackson Rodríguez | AB        |
| 150       | José Rujano       | 50e       |
| 151       | Freddy Vargas     | AB        |

| Japon | Japon           | Japon |
| ----- | --------------- | ----- |
| #     | Coureur         | Pos.  |
| 152   | Yukiya Arashiro | AB    |
| 153   | Fumiyuki Beppu  | 57e   |
| 154   | Taiji Nishitani | AB    |

| Estonie | Estonie       | Estonie |
| ------- | ------------- | ------- |
| #       | Coureur       | Pos.    |
| 155     | Rene Mandri   | 94e     |
| 156     | Rein Taaramäe | AB      |
| 157     | Janek Tombak  | AB      |

| Nouvelle-Zélande | Nouvelle-Zélande | Nouvelle-Zélande |
| ---------------- | ---------------- | ---------------- |
| #                | Coureur          | Pos.             |
| 158              | Timothy Gudsell  | AB               |
| 159              | Hayden Roulston  | 96e              |
| 160              | Jeremy Vennell   | AB               |

| Argentine | Argentine      | Argentine |
| --------- | -------------- | --------- |
| #         | Coureur        | Pos.      |
| 161       | Martín Garrido | AB        |
| 162       | Alfredo Lucero | AB        |
| 163       | Matías Médici  | AB        |

| Autriche | Autriche          | Autriche |
| -------- | ----------------- | -------- |
| #        | Coureur           | Pos.     |
| 164      | Christoph Sokoll  | AB       |
| 165      | Gerhard Trampusch | 102e     |
| 166      | Peter Wrolich     | AB       |

| Croatie | Croatie             | Croatie |
| ------- | ------------------- | ------- |
| #       | Coureur             | Pos.    |
| 167     | Matija Kvasina      | AB      |
| 168     | Hrvoje Miholjević   | 76e     |
| 169     | Vladimir Miholjević | 70e     |

| Slovaquie | Slovaquie     | Slovaquie |
| --------- | ------------- | --------- |
| #         | Coureur       | Pos.      |
| 170       | Ján Valach    | AB        |
| 171       | Martin Velits | 90e       |
| 172       | Peter Velits  | 100e      |

| Brésil | Brésil         | Brésil |
| ------ | -------------- | ------ |
| #      | Coureur        | Pos.   |
| 173    | Tiago Fiorilli | AB     |
| 174    | Murilo Fischer | 55e    |
| 175    | Magno Nazaret  | AB     |

| Canada | Canada         | Canada |
| ------ | -------------- | ------ |
| #      | Coureur        | Pos.   |
| 176    | Michael Barry  | 18e    |
| 177    | Ryder Hesjedal | AB     |
| 178    | Svein Tuft     | AB     |

| Suède | Suède              | Suède |
| ----- | ------------------ | ----- |
| #     | Coureur            | Pos.  |
| 179   | Fredrik Kessiakoff | 78e   |
| 180   | Marcus Ljungqvist  | 47e   |
| 181   | Thomas Lövkvist    | 33e   |

| Hongrie | Hongrie         | Hongrie |
| ------- | --------------- | ------- |
| #       | Coureur         | Pos.    |
| 182     | Istvan Cziraki  | AB      |
| 183     | Gergely Ivanics | AB      |
| 184     | Péter Kusztor   | AB      |

| Serbie | Serbie            | Serbie |
| ------ | ----------------- | ------ |
| #      | Coureur           | Pos.   |
| 185    | Žolt Der          | AB     |
| 186    | Esad Hasanovic    | AB     |
| 187    | Nebojša Jovanović | AB     |

| Uruguay | Uruguay          | Uruguay |
| ------- | ---------------- | ------- |
| #       | Coureur          | Pos.    |
| 188     | Fabricio Ferrari | AB      |

| Lettonie | Lettonie            | Lettonie |
| -------- | ------------------- | -------- |
| #        | Coureur             | Pos.     |
| 189      | Oļegs Meļehs        | AB       |
| 190      | Aleksejs Saramotins | 77e      |

| Costa Rica | Costa Rica    | Costa Rica |
| ---------- | ------------- | ---------- |
| #          | Coureur       | Pos.       |
| 191        | Andrey Amador | AB         |

| Chili | Chili          | Chili |
| ----- | -------------- | ----- |
| #     | Coureur        | Pos.  |
| 192   | Carlos Oyarzún | AB    |

| Irlande | Irlande        | Irlande |
| ------- | -------------- | ------- |
| #       | Coureur        | Pos.    |
| 193     | Philip Deignan | 40e     |
| 194     | Daniel Martin  | 68e     |
| 195     | Nicolas Roche  | AB      |

| Lituanie | Lituanie            | Lituanie |
| -------- | ------------------- | -------- |
| #        | Coureur             | Pos.     |
| 196      | Ignatas Konovalovas | 30e      |

| Biélorussie | Biélorussie           | Biélorussie |
| ----------- | --------------------- | ----------- |
| #           | Coureur               | Pos.        |
| 197         | Vasil Kiryienka       | 27e         |
| 198         | Aliaksandr Kuschynski | AB          |
| 199         | Kanstantsin Siutsou   | 56e         |

| Namibie | Namibie    | Namibie |
| ------- | ---------- | ------- |
| #       | Coureur    | Pos.    |
| 200     | Dan Craven | AB      |

| Finlande | Finlande        | Finlande |
| -------- | --------------- | -------- |
| #        | Coureur         | Pos.     |
| 201      | Jussi Veikkanen | 49e      |

Liste de départ sur le site de l'U.C.I.